# Volarské menhiry

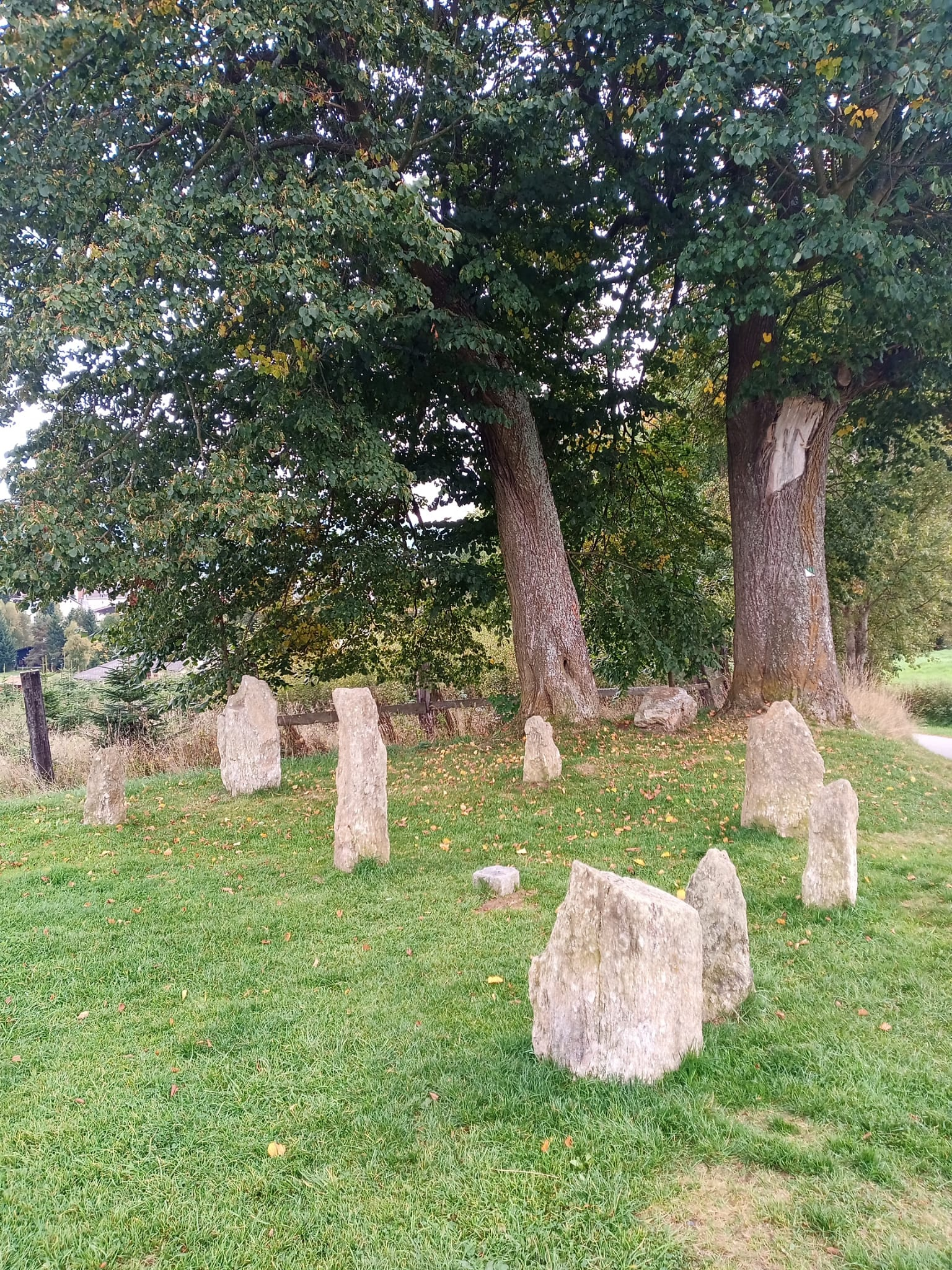
Volarské menhiry (léto 2021)

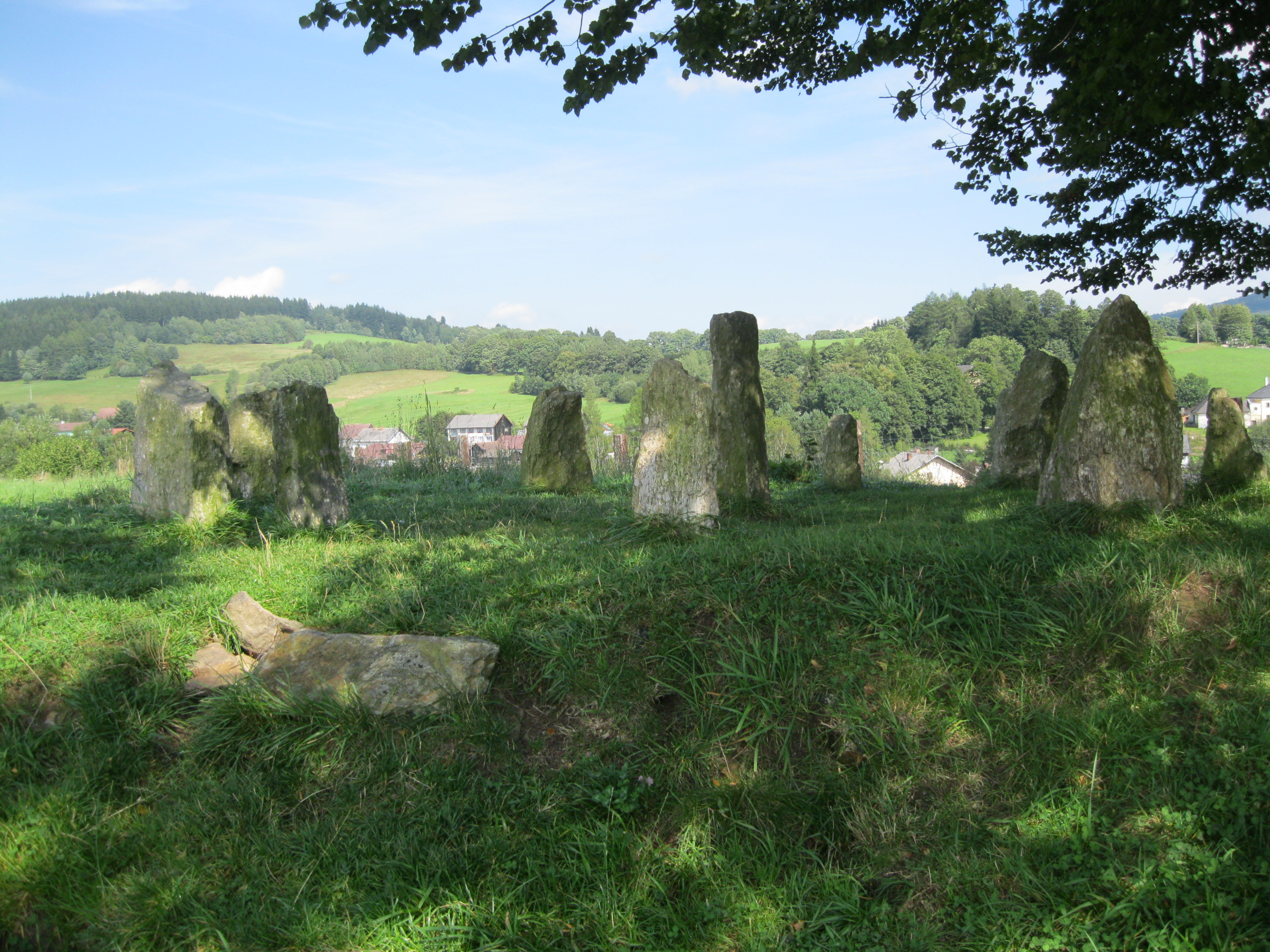
Volarské menhiry (srpen 2011)

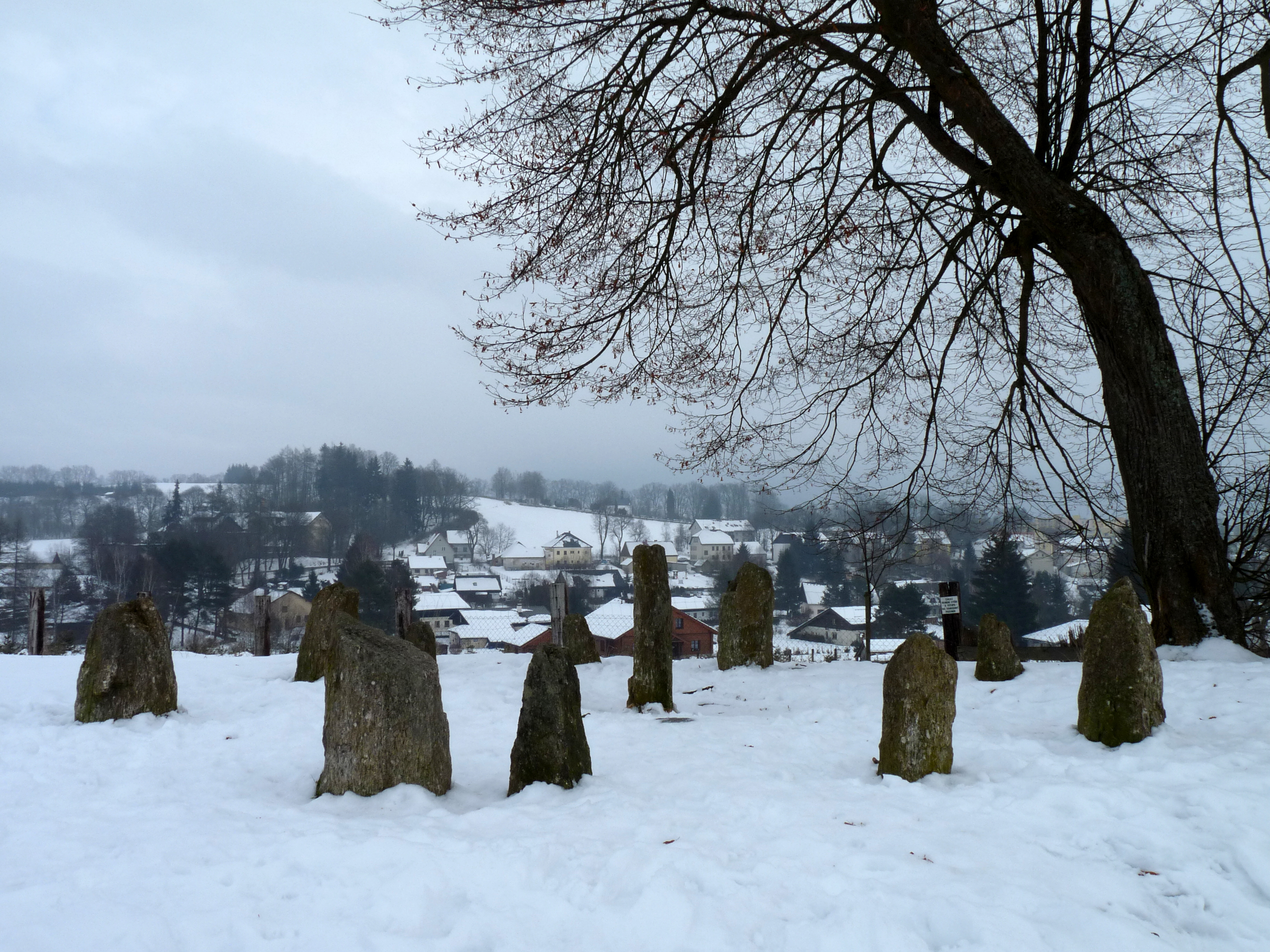
Volarské menhiry na sněhu (únor 2017)

Volarské menhiry (nebo též Volarský rondel či Volarský kromlech) je přibližně kruhové uskupení jedenácti poměrně velkých kamenů (menhirů) na vyvýšeném návrší (na pahorku) U dvou líp nad Starým městem u Volar (v těsné blízkosti České ulice) v okrese Prachatice.

## Podrobnosti

### Historie vzniku
Menhiry pocházející z předkřesťanské doby jsou odhadem staré několik tisíc let. Jejich původní stanoviště se nacházelo necelých 300 km odsud, v Krušných horách (na bezejmenné náhorní plošině za Chomutovem), kde byly (ještě po druhé světové válce) součástí zbytku velkého rondelu čítajícího několik desítek kamenů. V této formě existovaly „kameny“ bez většího zájmu široké veřejnosti a lokalita postupně zanikala během sjednocování pozemků, rozorávání mezí a scelování políček a luk do větších celků. Definitivní zánik rondelu byl dovršen stavbou silnice, která procházela jeho středem. Jedenáct kamenů z rondelu zachránil a nechal převést do Volar geolog a chemik Ing. Pavel Polák s partou nadšenců (a za podpory města Volary). Volarské menhiry vztyčené zde v dubnu roku 2007 (přesněji 28. dubna 2007, v předvečer Beltainu) jsou koncipovány nejen jako svatyně, ale i jako přírodní observatoř.

### Umístění
Volary jako nové místo pro zde zbudovaný Volarský kromlech bylo zvoleno záměrně tak, aby splňovalo určitá „přímková a průsečíková“ kritéria poplatná „zeměpisné geometrii“ platné pro stará kultovní i obytná místa.
- Volary se nacházejí na přímce zkonstruované mezi těmito body:[1][7]

1. Keltské oppidum Třísov (v katastrálním území Třísov obce Holubov; GSP souřadnice: 48.8867597N, 14.3518578E);
2. Dvojice pohanských slunovratových menhirů (GPS souřadnice: 48.9081817N, 13.6755536E) nacházejících se na zalesněném hřebenu (nazývaném Homole (1056 m n. m.)) západně od obce Strážný (nad bývalou vesnicí Horní Světlé Hory).[8]

- Volary také leží i na druhé přímce spojující tyto dva body:[1][7]

1. Hradiště Obří hrad (u obce Stachy; GPS souřadnice 49.1037872N, 13.5920144E), kde jsou v památkově chráněném areálu dva pásy kamenných valů jako pozůstatek hradiště z pozdní doby halštatské a doby laténské;
2. Vrcholek hory Luč na Šumavě (u Vyššího Brodu; GPS souřadnice: 48.6324481N, 14.2632522E) v nadmořské výšce 933 metrů, který se vypíná nad Čertovou stěnou a je ze tří stran (V, Z, J) obtékán řekou Vltavou.

### Dostupnost
Zeleně značená turistická značka naučného vycházkového městského okruhu začíná na volarském náměstí. Při postupu směrem na Zelené Dvory hned za obcí vede cesta kolem starých volarských chalup na pahorek U Dvou líp s Volarskými menhiry (vzdálenost cca 700 m znamená asi 15 minut chůze z náměstí). Menhiry se nacházejí na soukromém, ale volně přístupném pozemku hned u silnice na okraji pole na vyvýšeném místě doprovázeny několika vzrostlými stromy. Jsou lépe patrné mimo zimní sezonu, v zimě jen tehdy, pokud není sněhová přikrývka příliš vysoká. Z železniční stanice ve Volarech je to k Volarským menhirům asi 1,5 km pěší chůze do téměř neznatelného kopce přibližně stále severním směrem.

### Popis menhirů

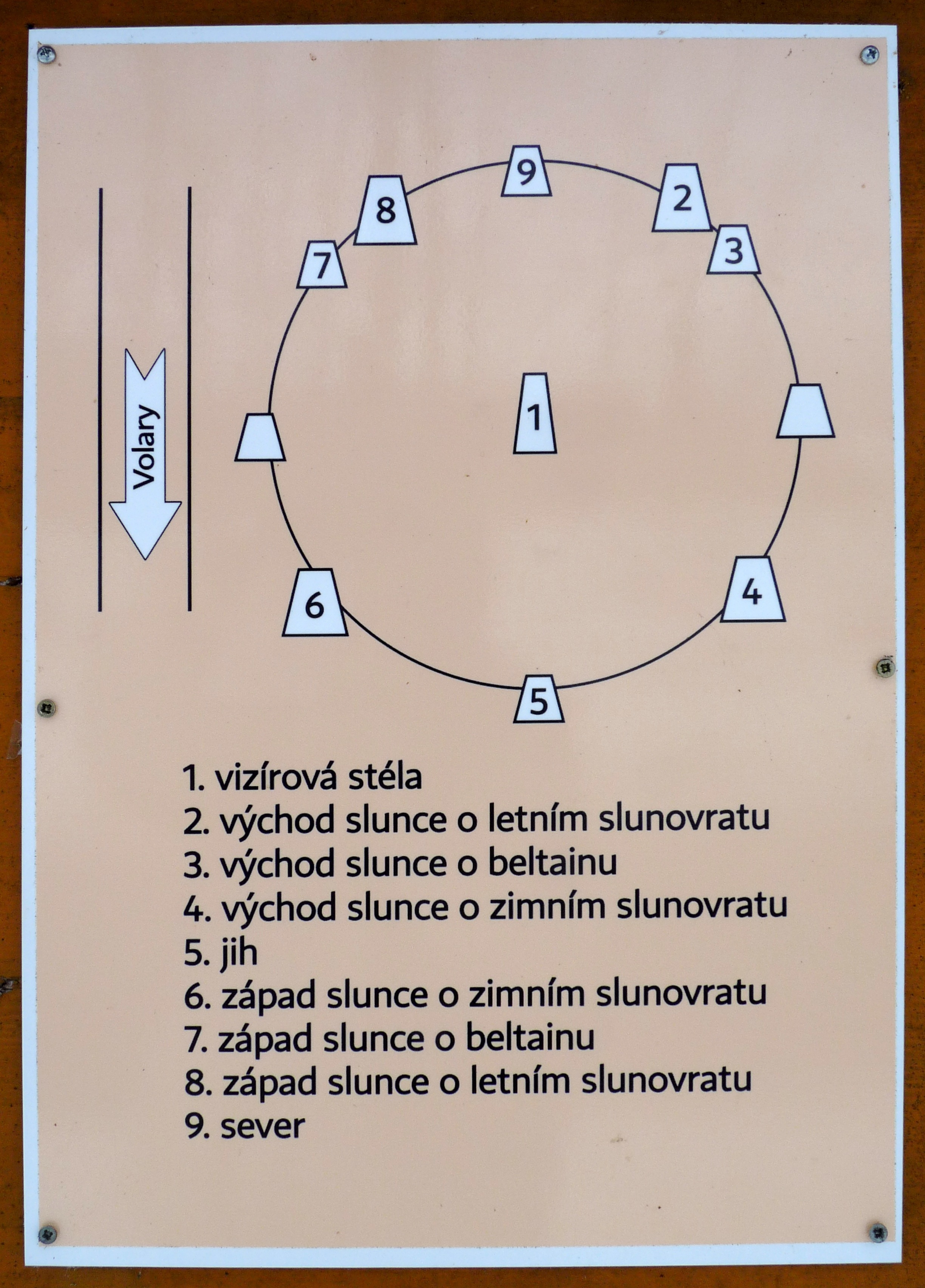
Informační tabule popisující jednotlivé menhiry v kromlechu v návaznosti na jejich orientaci vzhledem ke světovým stranám (sever, jih)

Uprostřed kruhu menhirů, který není ani náhodný a ani zcela pravidelný, stojí nejvyšší tzv. vizírová stéla. Okolní kameny (mají i svá jména) jsou osazeny tak, že vytvářejí dva protínající se pentagramy. Jeden z menhirů označuje severní směr, protilehlý kámen pak jih a tato dvojice tak určuje severo–jižní orientaci celého kromlechu.
Volarské menhiry byly situovány podle astronomických pravidel, podle postavení slunce o letním a zimním slunovratu a při keltském (gaelském) svátku Beltain, který byl slaven zpravidla v předvečer 1. května a byl spojen s vyháněním dobytka na pastvu a zapalováním ohňů. Volarské menhiry mají opracované základny, na některých jsou dobře patrné i tzv. ronové rýhy. Ronové rýhy jsou tvary vznikající dlouhodobým působením povrchově tekoucí dešťové vody nebo vody při jarním tání sněhu a jejich směr na Volarských menhirech dokazuje, že tyto „kameny“ stály (na původním stanovišti) ve vzpřímené (vztyčené) poloze.
Volarské menhiry jsou ze světlé ruly s velkými „oky“ světlejších nerostů (okatá rula) a pocházejí z materiálu, který se v širokém okolí Volar běžně nevyskytuje. Na svá místa byly usazovány ručně, největší z menhirů má hmotnost téměř 500 kg. Mají různý tvar i výšku, která se pohybuje od 50 cm až do asi do 130 cm.